# 阿列河畔圣克里斯托夫
阿列河畔圣克里斯托夫（法語：Saint-Christophe-d'Allier，法語發音：[sɛ̃ kʁistɔf dalje]）是法国上卢瓦尔省的一个市镇，属于布里尤德区。该市镇总面积19.3平方公里，2009年时的人口为110人。

## 人口
阿列河畔圣克里斯托夫人口变化图示